# Jean-Charles de Folard

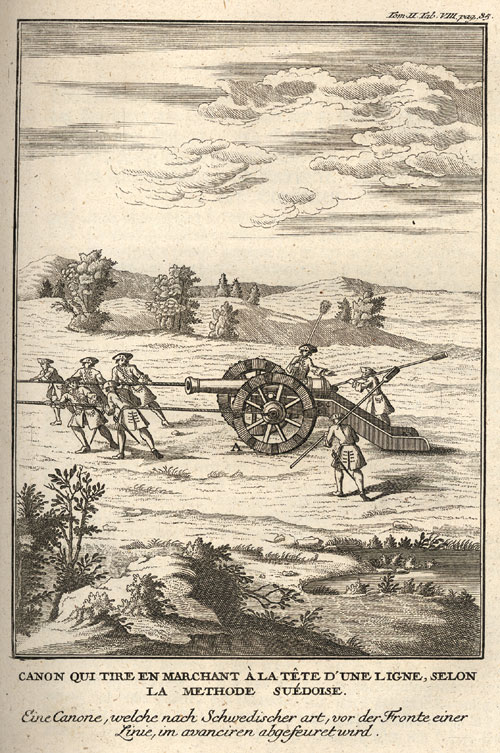
Canon qui tire en marchant à la tête d'une ligne, selon la methode suédoise, illustration till Folards Histoire de Polybe

Jean-Charles de Folard, född 13 februari 1669 i Avignon, Frankrike, död 23 mars 1752 i Avignon, var en fransk militär och militärteoretiker.
Folard är berömd för sin essä om taktik. Hans skrift är helt utformad som en kommentar till greken Polybios. Folard diskuterar den makedonska falangens underlägsenhet visavi den romerska legionen. Histoire de Polype (1727-30) vann en stor läsekrets i Europa. Han förespråkade chocktaktik med truppen formerad på kolonn istället för lineartaktik som dominerade under samtiden. Hans arbete fick inget starkt genomslag i den praktiska tillämpningen. Kolonntänkandet var föregångare till den taktik som var vanlig i de franska revolutionsarméerna och i Napoleons arméer.